# Maison Margiela
Maison Margiela, anteriormente Maison Martin Margiela, é uma casa de moda de luxo francesa fundada pelos estilistas belgas Martin Margiela e Jenny Meirens  em 1988 e sediada em Paris. A casa produz tanto coleções artesanais apresentadas na semana de alta costura de Paris quanto coleções de prêt-à-porter. As linhas de produtos incluem roupas femininas, masculinas, joias, calçados, acessórios, artigos de couro, perfumes e utensílios domésticos. Conhecida por designs desconstrutivos e vanguardistas com materiais não convencionais, a Maison Margiela tradicionalmente realiza shows ao vivo em ambientes incomuns, por exemplo, estações de metrô vazias e esquinas. Continuando com o conceito da anonimidade do seu fundador, os rostos das modelos são frequentemente obscurecidos por tecido ou cabelos longos para chamar a atenção para as roupas e o design. Margiela renunciou ao cargo de designer em 2009  dando inicio a um período onde o atelier desenhou as coleções sem uma liderança pública. Matthieu Blazy foi nomeado secretamente como diretor da alta costura nesse meio tempo. Em 2014, John Galliano foi nomeado para o cargo de diretor criativo, deixando a posição em 2024. Em janeiro de 2025, Glenn Martens, atual diretor criativo da marca Diesel, foi apontado como diretor da Margiela . Martens apresenta a sua coleção de estreia na semana de alta costura.

## História
A Maison Margiela foi fundada por Martin Margiela, um estilista belga, em 1988. Anteriormente, Margiela havia estudado moda na Royal Academy of Antwerp, e embora tenha se formado um ano antes, em 1979, ele é frequentemente confundido com um membro do coletivo de moda de vanguarda da universidade, o Antwerp Six. Entre outras influências, durante a década de 1980, Margiela e outros designers belgas, como os Antwerp Six, inspiraram-se na moda desconstrutiva introduzida por vanguardistas japoneses como Rei Kawakubo —criadora da marca Comme des Garçons. Margiela começou a utilizar o estilo desconstrutivo na década de 1980 quando era designer freelance em Milão, Itália, e no início de seu trabalho muitas vezes revelava a estrutura das roupas, por exemplo, forros e costuras intencionalmente expostos. Em 1984 tornou-se assistente de design de Jean Paul Gaultier em Paris, função que ocupou até 1987.
Em 1988, Martin lançou sua própria marca de design autointitulada Maison Martin Margiela  com a sócia de negócios e colega designer Jenny Meirens. Trabalhando inicialmente em um apartamento em Paris, eles abriram sua primeira loja em um espaço branco não identificado em Paris, abrindo também um pequeno estúdio na 12 Leopoldstraat em Antuérpia. A New York Magazine escreveu que "o estilista rapidamente definiu um visual desconstruído [com sua nova marca]... Vagamente dadaísta, como se Marcel Duchamp reencarnasse como designer de moda, Margiela questionou todos os princípios da moda e do luxo."

## Lojas

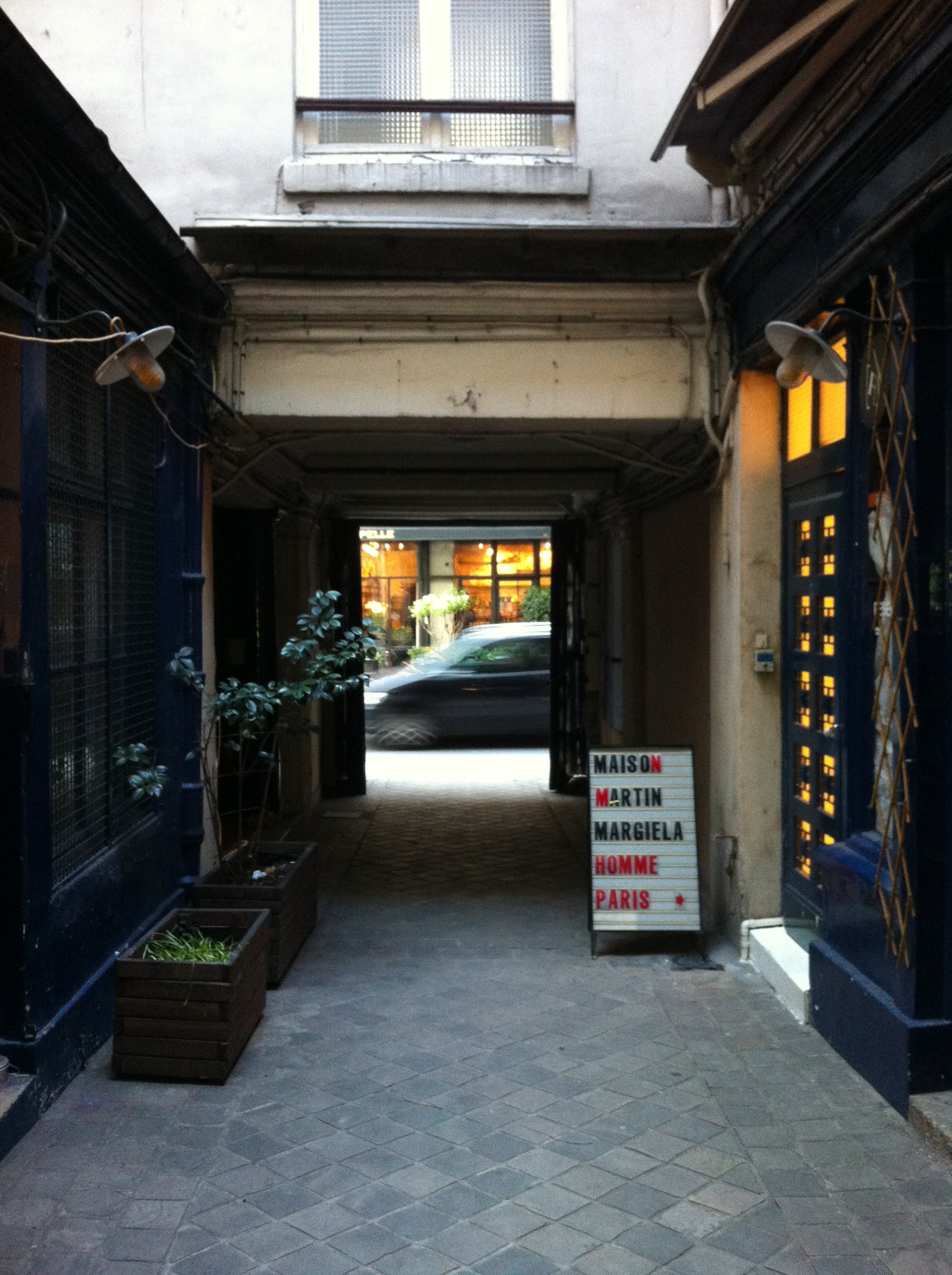
Uma loja Maison Margiela em Paris, França, 2012

Antes da aquisição da marca pelo Grupo OTB em 2002, suas lojas não constavam da lista telefônica e o nome de Margiela não aparecia fora das lojas. No verão de 2008, havia 14 boutiques Margiela operando internacionalmente, com expansão em Dubai, Hong Kong, Moscou e Munique nos seis meses seguintes. No final de 2009, a marca abriu uma “loja pop-up” na feira de arte Art Basel Miami Beach. O número de lojas independentes cresceu para 17 em 2010, com 21 “shop-in-shops” internacionalmente. Desde 2017, a Maison Margiela possui lojas em países como França, Reino Unido, Bélgica, China, Alemanha, Hong Kong, Itália, Japão, Coreia do Sul, Taiwan, Estados Unidos e Tailândia.